# Consolida mauritanica
Consolida mauritanica és una espècie que pertany a la família de les ranunculàcies.

## Descripció
Consolida mauritanica és una planta herbàcia anual que pot créixer fins als 30 cm. Les tiges són pubescents adpresos barrejats amb pèls glandulífers. Les fulles són persistents a l'antesi, multífides i les superiors són sèssils. El raïm terminal de les inflorescències florals fa entre 20 a 27 mm i amb pedicels glandulars i pubescents. El periant és petaloide format per dos verticils, l'extern format per 5 sèpals caducs, l'inferior prolongat en esperó de 15 a 20 mm. L'interior està format per dues làmines soldades que forma un nectari que s'interna en l'esperó; trilobulades, el superior bífid de fins a 1 mm.

## Distribució i hàbitat
Consolida mauritanica creix al nord-oest del Magrib, on està present aquesta espècie i a la meitat est de la península Ibèrica. És una espècie ruderal i arvense que prefereix sòls calcaris i guixencs. La seva època de floració és entre els mesos de maig i juliol.

## Taxonomia
Consolida mauritanica va ser descrita per (Coss.) Munz.
Etimologia
Veure:Consolida
mauritanica: epítet llatí que al·ludeix a l'antiga colònia romana la "Mauritània", ara Fes i el Marroc.
Sinonímia
- Delphinium mauritanicum Cosson
- Delphinium pubescens subsp. mauritanicum (Cosson) O. de Bolòs & J. Vigo[6]